# Чуриловка (Воронежская область)
Чуриловка — посёлок в Воронежской области.
Входит в Борисоглебский городской округ.

## География

### Улицы
- Салют (территория).

## Население
| 2010 |
| ---- |
| 0    |